# Етимологічний словник української мови (Рудницького)
Етимологічний словник української мови Я. Рудницького (англ. An Etymological Dictionary of the Ukrainian Language by J. Rudnyc'kyj) — етимологічний словник української мови Ярослава Рудницького, що виходив англійською мовою окремими випусками з 1962 до 1977 року (вип. 1-16 на літери А-Ж), які згодом були перевидані у двох томах з додатком авторських робочих матеріалів на решту літер. 

## Структура
Перший том словника містить слова на літери А—Ґ, другий — на літери Д—Ж та опубліковані на правах рукопису слова на З-Ь. Кожне гасло будується за однією формулою: слово кирилицею, його літературні й діалектні різновиди, семантика, синоніми та переклад англійською мовою, порівняння з відповідниками в інших мовах, історія слова. До словника включено запозичення різного часу, етноніми, топоніми та власні імена.

## Опис
За словами Ярослава Рудницького, чи не найголовнішим у словнику був розділ «Топоніміка». Ось як вчений пояснює назву «Київ»: ця назва старша за саме місто, її корені в балтослов'янськім епосі, де вживане «куїс», «куй» перейшло у слов'янське «кий», що означає «палісада». Отже, Київ — «прадавнє городище, оточене оборонною палісадою». Легенда про Кия, Щека і Хорива — то вже вторинне пояснення походження Києва, — вважав Рудницький.
На цю працю вчений поклав майже сорок літ життя. Автор розглядав українські терміни в історичному, етнічному, естетичному, мовознавчому аспектах. Цікавий висновок вченого щодо топоніма «Україна»: «Ніхто.., при сучасному стані науки не може виводити назви „Україна“ від „окраїни“, так як узагалі не можна чогось, що було скоріше (пріор), виводити від чогось, що було пізніше (постеріор)… Назва „Україна“ походженням в'яжеться з словом „україна“, що первісно визначало „країну, межівну землю“. Коли ж розглядати назву „Україна“ із становища її суспільно-політичної функції, то перестає бути сутнім питанням, яке походження, чи первісне значення назви».